# Королевские военно-морские силы Дании
Королевские военно-морские силы Дании (дат. Kongelige Danske Marine) — один из видов вооружённых сил Дании. В основном включают в себя военно-морской флот, военно-морскую авиацию, части и подразделения специального назначения.

## История

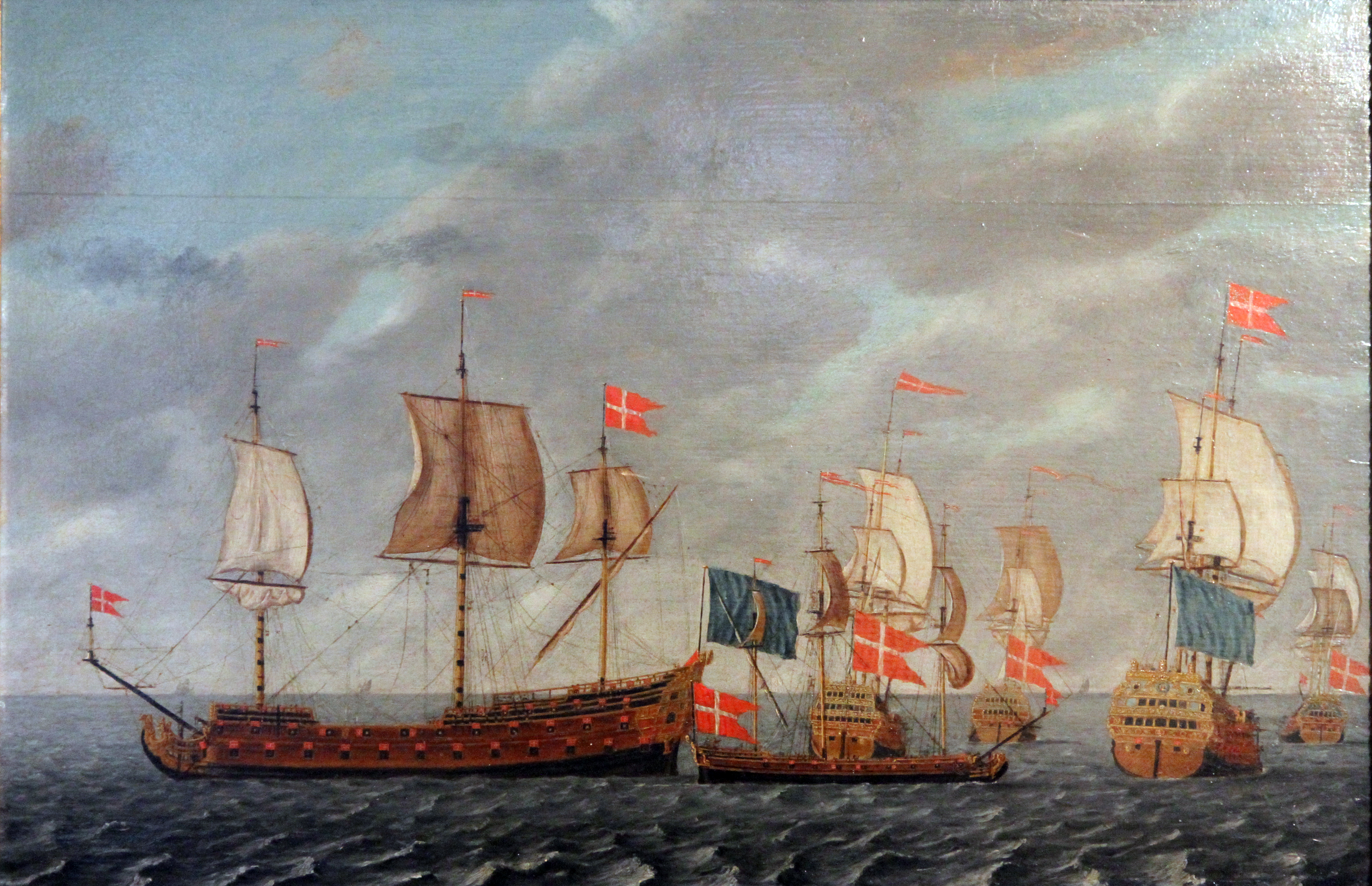
Датский флот перед сражением в заливе Кёге (1710). Худ. Бернхард Гродтшиллинг Слева — 76-пушечный линейный корабль «Принц Фредерик»

## Организационный состав
Штаб ВМС (Marinestaben), авиабаза Каруп
Оперативное командование ВМС
- Военно-морский оперативный штаб (Søværnets Taktiske Stab (STS), на английском: Danish Task Group (DATG)), Станция флота Корсёр (Flådestation Korsør (FLS KOR)) (оперативное соединение, соответствует бригаду СВ, эскадры соответствовать полки СВ)
- 1-я Эскадра (1. Eskadre (1ESK)), Станция флота Фредериксхавн (Flådestation Frederikshavn (FLS FRH))
  - 11-й дивизион (Division 11) - 4 патрульных фрегата класса Тетис: 
    - F357 Thetis;
    - F358 Triton;
    - F359 Væddere;
    - F360 Hvidbjørnen

  - 19-й дивизион (Division 19) - 3 патрульных корвета класса Кнуд Расмуссен: 
    - P570 Knud Rasmussen;
    - P571 Ejnar Mikkelsen;
    - P572 Lauge Koch;

  - Королевский корабль (Kongeskibet) - A540 Dannebrog
  - Исследовательские корабли (Søopmåling) - 2 катеры класса Хольм: A541 Birkholm и A542 Fyrholm 2 и лодки: SOM-1 и SOM-2
  - Центр военно-морских технологий (Center for sømilitær teknologi (CST))
  - Центр обучения моряков и безопасности судов (Søværnet og Center for maritim uddannelse og skibssikkerhed (CMS))
- 2-я Эскадра (2. Eskadre (2ESK)), Станция флота Корсёр (Flådestation Korsør (FLS KOR))
  - 21-й дивизион (Division 21) - фрегаты класса Ивер Хютфелд:
    - F361 Iver Huitfeldt;
    - F362 Peter Willemoes;
    - F363 Niels Juel;

  - 22-й дивизион (Division 22) - фрегаты класса Абсалон: 
    - F341 Absalon4;
    - F342 Esbern Snare

  - Датский противоминный компонент (MCM DNK)
    - 2 радиоуправляемых катера класса Хольм:
      - лодка MSD5 Hirsholm;
      - лодка MSD6 Saltholm;

    - радиоуправляемая лодка класса MSF

  - Водолазная служба ВМС (Søværnets Dykkertjeneste (SDT)) - Y311 Søløven
  - Центр РЭБ (Elektronisk Krigsførelsescenter)
- 3-я Эскадра (3. Eskadre (3ESK)), Станция флота Фредериксхавн (Flådestation Frederikshavn (FLS FRH))
  - Дивизион 31 (Division 31) - 6 патрульных катера класса Диана:
    - P520 Diana;
    - P521 Freja;
    - P522 Havfruen;
    - P523 Najaden;
    - P524 Nymfen;
    - P525 Rota

  - 32-й дивизион (Division 32) - 2 корабля экологического дозора класса Гуннар Торсон:
    - А560 Gunnar Тhorson;
    - A561 Gunnar Seidenfaden;
    - 2 катеры экологического дозора класса Ситрак

  - 33-й дивизион (Division 33)
    - (2 учебных катера класса Хольм) 
      - A543 Ertholm;
      - A544 Alholm;

    - (2 парусныъ лодки класса Сванен) 
      - Y101 Svanen
      - Y102 Thyra

  - Мисия Frontex на моря между Греции и Турции: 2 пилотние лодки A 545 Vikar и A 546 Stella Polaris
  - Береговая спасательная служба (Kystredningstjenesten)
    - спасательние лодки класса MRB: 
      - тип 1: Nørre Vorupør
      - тип 3: Hanstholm
      - тип 16: Østerby, Rønne, Skagen и Esbjerg
      - тип 20: Thyborøn и Hvide Sande
      - тип 23: Gedser, Grenå, Hirtshals и Nexø

    - спасательние лодки класса LRB: Østerby, Thorup Strand, Anholt и Hanstholm
    - надувная лодка: Agger
    - быстроходная спасательная лодка : Sønderho
    - быстроходние спасательние лодки класса Alusafe 1070: Skagen, Gedser, Grenå, Sæby, Rømø, Hirtshals, Hvide Sande, Nexø, Esbjerg, Rønne и Klintholm

  - Береговая часть морского дозора (Søværnets Overvågningsenhed)
  - в дополнения к оперативных заданиях по поиска и спасения на моря и морской подготовки кадетов эскадра тоже отвечает за базового обслуживания кораблях 1-й и 2-й эскадрах в ВМБ Фредериксхавене и Корсёре
- Школа ВМС (Søværnets Skole (SSK)), район Бангсбу города Фредериксхавн
  - Центр обучения по тактики (Center for Taktik (TAC)), Станция флота Фредериксхавн (Flådestation Frederikshavn)
  - Центр обучения по боевого применения оружейных систем (Center for Våben), п-в Зеландский Одде в близости города Хёйбю (Højby)
  - Центр технического обучения (Center for Teknik (TEC)), Станция ВМС Копенгаген (Marinestation København)
  - Центр водолазного обучения (Center for Dykning (DYC)), Станция ВМС Копенгаген (Marinestation København)
  - Центр обучения по живучести корабля (Center for Skibssikkerhed (SIC)), Вимс (в близости Ольбека на севере полуострова Ютландия на берегу пролива Каттегат)
  - Центр подофицерской и морской подготовки (Center for Sergent- og Maritim Uddannelse (SMC)), район Бангсбу города Фредериксхавн

### Другие части
- Высшая школа офицеров ВМС (Søværnets Officersskole (SOS)), Станция ВМС Копенгаген (Marinestation København), вне состава ВМС. Входит в составе Военной академии (Forsvarsakademiet), которая подчинена непосредственно Kомандованию обороны (Forsvarskommandoen).
- Корпус боевых пловцов (дат. Frømandskorpset) — элитное подразделение ВМС Дании, в число задач которого входит специальная разведка, саботаж и уничтожение береговых сооружений противника и кораблей в местах базирования, а также борьба с терроризмом в сотрудничестве с полицией. Ранее входил в состава ВМС. С 1-го юлья 2015 году является часть Командования специальных операций (Specialoperationskommandoen (SOKOM)).
- Сириус (дат. Sirius-patruljen) — охранительное подразделение на о-ва Гренляндии. Ранее входил в состава ВМС. Сегодня входит в состава Арктического командования, которее отдельное от ВМС.

## Пункты базирования
Для своего базирования ВМС Дании использует две военно-морские базы:
- ВМБ Фредериксхавн (дат. Frederikshavn) — место базирования 1-й эскадры;
- ВМБ Корсёр (дат. Korsør) — место базирования 2-й эскадры;

## Боевой состав

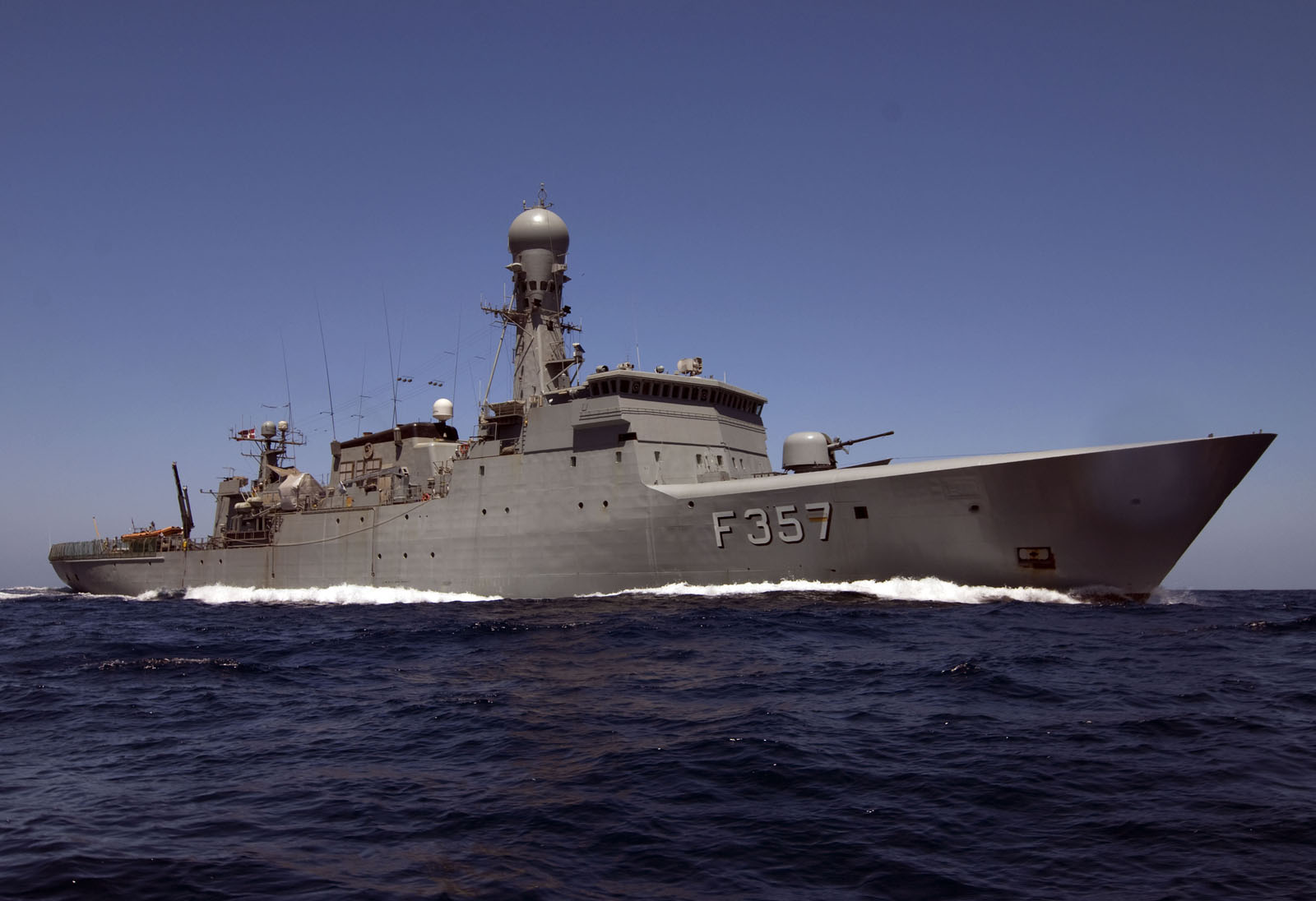
Океанский сторожевой корабль KDM «Тетис» (F357)

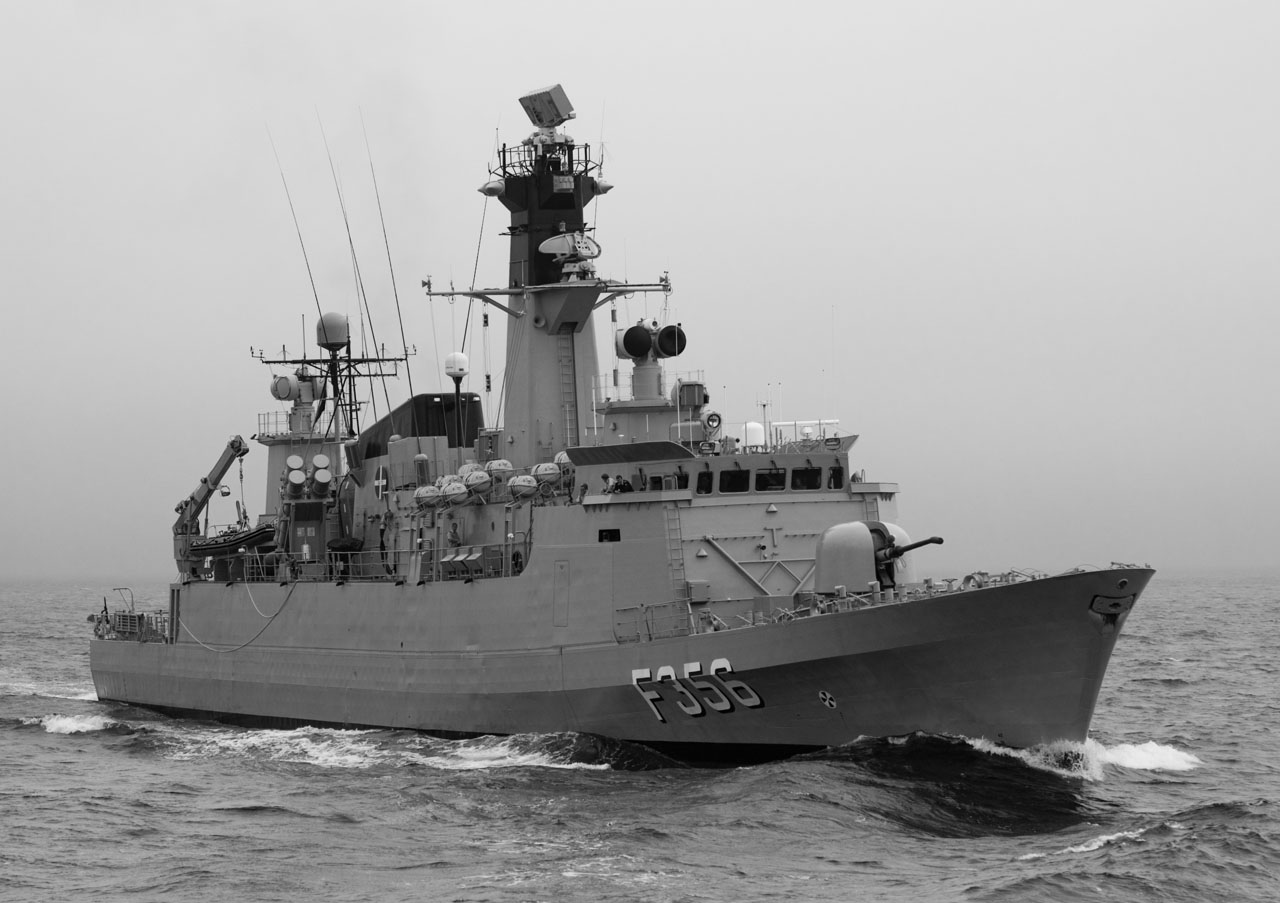
Корвет типа «Нильс Юэль» KDM «Петер Торденскьёльд» (F356)

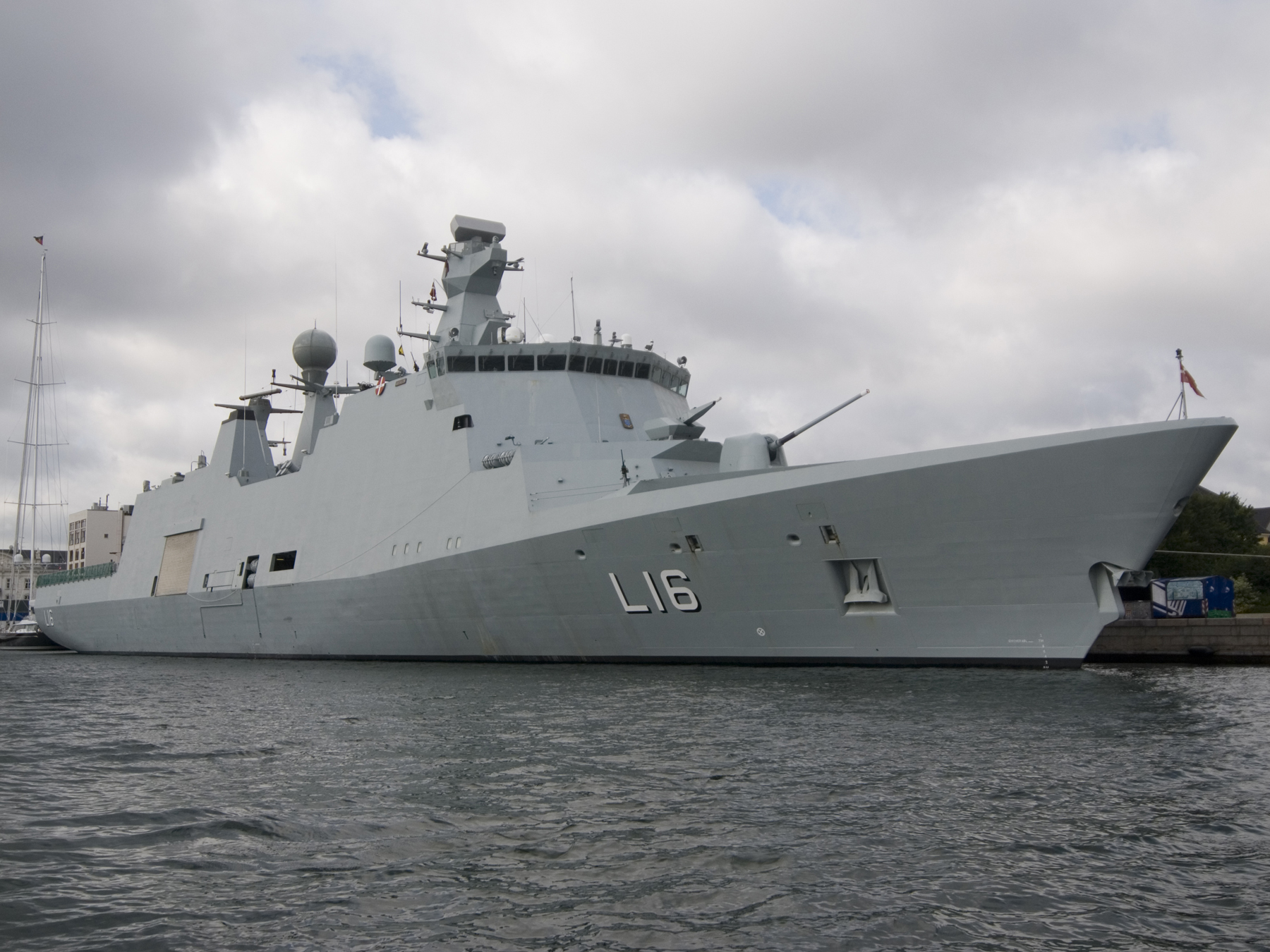
Корабль управления и поддержки KDM «Абсалон» (L16)

### Флот
| Тип                                       | Номер вымпела | Наименование                            | В составе флота | Состояние | Примечания |
| Фрегаты                                   | Фрегаты       | Фрегаты                                 | Фрегаты         | Фрегаты   | Фрегаты    |
| ----------------------------------------- | ------------- | --------------------------------------- | --------------- | --------- | ---------- |
| океанский сторожевой корабль типа «Тетис» | F357          | KDM «Тетис» «Thetis»                    | 01.07.1991      | в строю   |            |
| океанский сторожевой корабль типа «Тетис» | F358          | KDM «Тритон» «Triton»                   | 02.12.1991      | в строю   |            |
| океанский сторожевой корабль типа «Тетис» | F359          | KDM «Веддерен» «Vædderen»               | 09.06.1992      | в строю   |            |
| океанский сторожевой корабль типа «Тетис» | F360          | KDM «Хвидбьёрнен» «Hvidbjørnen»         | 30.11.1992      | в строю   |            |
| фрегат типа «Ивер Хюитфельд»              | F361          | KDM «Ивер Хюитфельд» «Iver Huitfeldt»   | 21.01.2011      | в строю   |            |
| фрегат типа «Ивер Хюитфельд»              | F362          | KDM «Петер Виллемоес» «Peter Willemoes» | 22.06.2011      | в строю   |            |
| фрегат типа «Ивер Хюитфельд»              | F363          | KDM «Нильс Юэль» «Niels Juel»           | 07.11.2011      | в строю   |            |
| Корабли управления                        |               |                                         |                 |           |            |
| фрегат типа «Absalon»                     | L16           | KDM «Абсалон» «Absalon»                 | 19.10.2004      | в строю   |            |
| фрегат типа «Absalon»                     | L17           | KDM «Эсберн Снаре» «Esbern Snare»       | 18.04.2005      | в строю   |            |

### Подразделения особого назначения
В составе Королевских ВМС Дании находятся два подразделения особого назначения.

#### Корпус боевых пловцов
Корпус боевых пловцов (дат. Frømandskorpset) — элитное подразделение ВМС Дании, в число задач которого входит специальная разведка, саботаж и уничтожение береговых сооружений противника и кораблей в местах базирования, а также борьба с терроризмом в сотрудничестве с полицией.

#### Лыжный патруль «Сириус»
Лыжный патруль «Сириус» (дат. Slædepatruljen SIRIUS) — элитное подразделение ВМС Дании, занимающееся патрулированием Северной и Северо-Восточной частей Гренландии. Задачами подразделения являются обеспечения датского суверенитета над Гренландией, охрана порядка в Северо-Восточном национальном парке и военная разведка.

## Техника и вооружение

### Флот
| Тип                    | Производство    | Назначение      | Количество      | Примечания      |                 |
| Ракетное оружие        | Ракетное оружие | Ракетное оружие | Ракетное оружие | Ракетное оружие | Ракетное оружие |
| ---------------------- | --------------- | --------------- | --------------- | --------------- | --------------- |
|                        |                 |                 |                 |                 |                 |
| Корабельная артиллерия |                 |                 |                 |                 |                 |
|                        |                 |                 |                 |                 |                 |
| Стрелковое оружие      |                 |                 |                 |                 |                 |
|                        |                 |                 |                 |                 |                 |

### Морская авиация

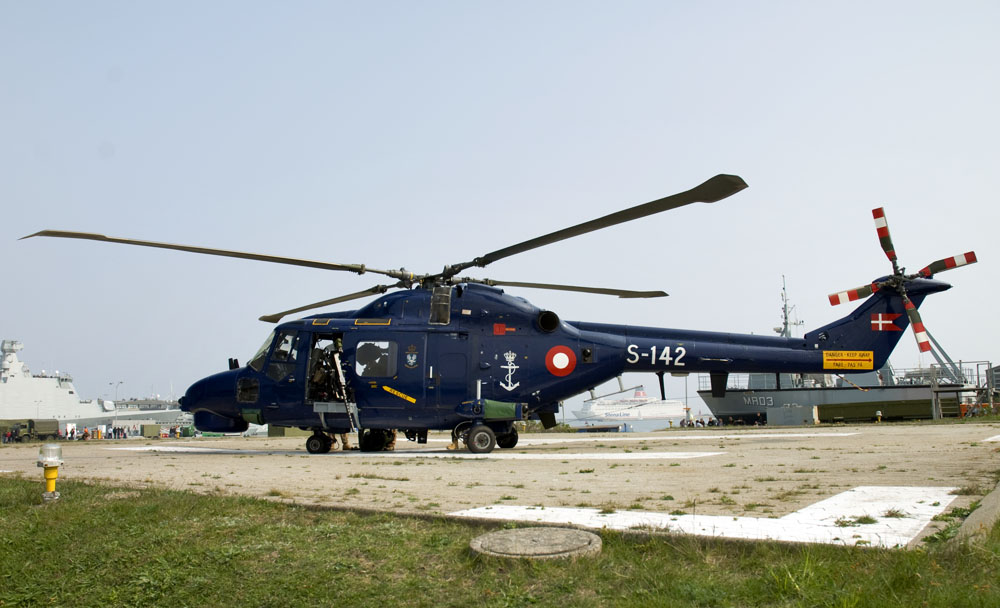

| Тип                     | Производство   | Назначение                        | Количество | Примечания                  |
| Вертолёты               | Вертолёты      | Вертолёты                         | Вертолёты  | Вертолёты                   |
| ----------------------- | -------------- | --------------------------------- | ---------- | --------------------------- |
| Westland Lynx Mk.90B    | Великобритания | многоцелевой вертолёт             | 7          |                             |
| Sikorsky MH-60R Seahawk | США            | корабельный многоцелевой вертолёт | 3          | Всего заказано 9 вертолётов |

## Префикс кораблей и судов
Корабли и суда Королевских ВМС Дании имеют префикс KDM (дат. Kongelige Danske Marine — Королевские Датские Морские силы).

## Флаги кораблей и судов
| Флаг | Гюйс | Вымпел |
| ---- | ---- | ------ |
|      |      |        |

### Флаги должностных лиц
| Министр обороны | Главнокомандующий Вооружёнными силами | Адмирал                   | Вице-адмирал     |
| --------------- | ------------------------------------- | ------------------------- | ---------------- |
|                 |                                       |                           |                  |
| Контр-адмирал   | Адмирал флотилии                      | Командир эскадры кораблей | Старший на рейде |
|                 |                                       |                           |                  |

## Знаки различия

### Адмиралы
| Категории               | Адмиралы      | Адмиралы    | Адмиралы      | Адмиралы        |
| ----------------------- | ------------- | ----------- | ------------- | --------------- |
| Знаки различия          |               |             |               |                 |
| Датское звание          | Admiral       | Viceadmiral | Kontreadmiral | Flotilleadmiral |
| Российское соответствие | Адмирал флота | Адмирал     | Вице-адмирал  | Контр-адмирал   |

### Офицеры
| Категории               | Старшие офицеры | Старшие офицеры  | Старшие офицеры | Младшие офицеры   | Младшие офицеры   | Младшие офицеры | Младшие офицеры |
| ----------------------- | --------------- | ---------------- | --------------- | ----------------- | ----------------- | --------------- | --------------- |
| Знаки различия          |                 |                  |                 |                   |                   |                 |                 |
| Датское звание          | Kommandør       | Kommandørkaptajn | Orlogskaptajn   | Kaptajnløjtnant   | Premierløjtnant   | Løjtnant        |                 |
| Российское соответствие | Капитан 1 ранга | Капитан 2 ранга  | Капитан 3 ранга | Капитан-лейтенант | Старший лейтенант | Лейтенант       |                 |

### Старшины и матросы
| Категории               | Унтер-офицеры  | Унтер-офицеры | Унтер-офицеры                | Старшины | Старшины         | Старшины            | Старшины            | Матросы             | Матросы         |
| ----------------------- | -------------- | ------------- | ---------------------------- | -------- | ---------------- | ------------------- | ------------------- | ------------------- | --------------- |
|                         |                |               |                              |          |                  |                     |                     |                     |                 |
| Датское звание          | Chefsergent    | Seniorsergent | Oversergent                  |          | Sergent          | Korporal            | Marinespecialist    | Marineoverkonstabel | Marinekonstabel |
| Российское соответствие | Старший мичман | Мичман        | Главный корабельный старшина |          | Главный старшина | Старшина 1-й статьи | Старшина 2-й статьи | Старший матрос      | Матрос          |